# Shejken
Shejken (engelska: The Sheik) är en amerikansk stumfilm från 1921.

## Handling
Den arabiske Schejk Ahmed Ben Hassan (Rudolph Valentino) förälskar sig i den viljestarka, moderna Lady Diana Mayo (Agnes Ayres), vilken anser att giftermål är det värsta som kan hända en kvinna. Schejken kidnappar henne och för henne till sitt storslagna tältpalats i Saharas öken. En rad äventyr i öknen och en lång kamp mellan Ahmeds kärlek och Dianas motstånd väntar.

## Mottagande
Shejken var en enastående succé som satte publikrekord och kom att definiera Valentinos karriär och göra honom till en superstjärna, älskad av den kvinnliga biopubliken. Filmen inspirerade flera imitationer och parodier och fick även senare nypremiär. Filmen fick också en uppföljare, Shejkens son (1926).

## Rollista (i urval)
- Rudolph Valentino - Shejk Ahmed Ben Hassan
- Agnes Ayres - Lady Diana Mayo
- Ruth Miller - Zilahl
- George Waggner - Yousaef
- Frank Butler - Sir Aubrey Mayo
- Charles Brinley - Mustapha Ali
- Lucien Littlefield - Gaston
- Adolphe Menjou - Raoul de Saint Hubert
- Walter Long - Omair, en bandit